# Риба по-грецьки
Риба по-грецьки — це страва, що подається у гарячому, або у холодному вигляді з обсмажених шматочків риби або рибного філе в овочевому соусі. Основними інгредієнтами соусу найчастіше є морква, петрушка, селера, цибуля чи томатна паста, що смажені на олії, а далі рибу тушкують з додаванням води, солі, перцю і приправ (традиційно духмяний перець та лавровий лист). Після того, як риба обсмажена, її ненадовго тушкують в попередньо приготовленому соусі.
Риба, що тушкована у мірпуа та цибулі називалася рибою по-єврейськи.
Риба по-грецьки інколи подається в Польщі на Святий Вечір.